# クリスマス☆ゲームをやってみた「男女」で
クリスマス☆ゲームをやってみた「男女」では2009年12月25日放送のABCテレビ製作の情報バラエティ番組である。

## 概説
ニコニコ動画のパロディと学園コントを交えながら、最新のゲームソフトを次々と紹介していく情報番組である。YouTubeマニアや特にニコ厨（ニコ動ユーザー）とゲームオタクにターゲットに絞った作りになっている。
内容的にはニコニコ動画を思わせる架空のサイト｛そこそこ動画｝に配信させながら、高校生たちが動画アクセス数を競おうとする。ネットで大人気のベッキー・クルーエル【男女】動画に川島たちは対抗しようとする。アメリカから新しく就任して来た、やたらにダンスの巧い教師であるマイコーりょうと共に自分たちでダンス動画を配信して対抗するというもの。それもその筈マイコーりょうは動画サイトでは伝説のアクセス数を持つ人物であった…。
レッドカーペット等でおなじみの芸人やマイコーりょうが学園コントに参加しながらも、最新のゲームを紹介していく。
ちなみにマイコーりょうは外国から来た英語の教師という設定。生徒役は麒麟川島、クロちゃん、HIRO、少年少女、仲村みう。ライバルの投稿動画対戦相手はどきどきキャンプとウーマンラッシュアワーが扮している。

## 出演
先生役
- マイコーりょう：動画伝説の英語教師&ゲームコーナーのブリッジナビゲーター

生徒役
- クロちゃん（安田大サーカス）
- HIRO（安田大サーカス）
- 麒麟・川島
- 少年少女
- 仲村みう

動画ライバル役
- どきどきキャンプ
- ウーマンラッシュアワー

ゲーム解説
- ブンブン丸（ファミ通）

ナレーター
- 服部伴蔵門